# Okimono
Okimono (jap. 置物, 置き物 oki-mono) – (1) tu: ozdoba, przedmiot dekoracyjny, obiekt umieszczony w tokonomie (wnęce służącej jako przestrzeń dekoracyjna w japońskim pokoju washitsu); (2) przywódca bez realnej władzy.

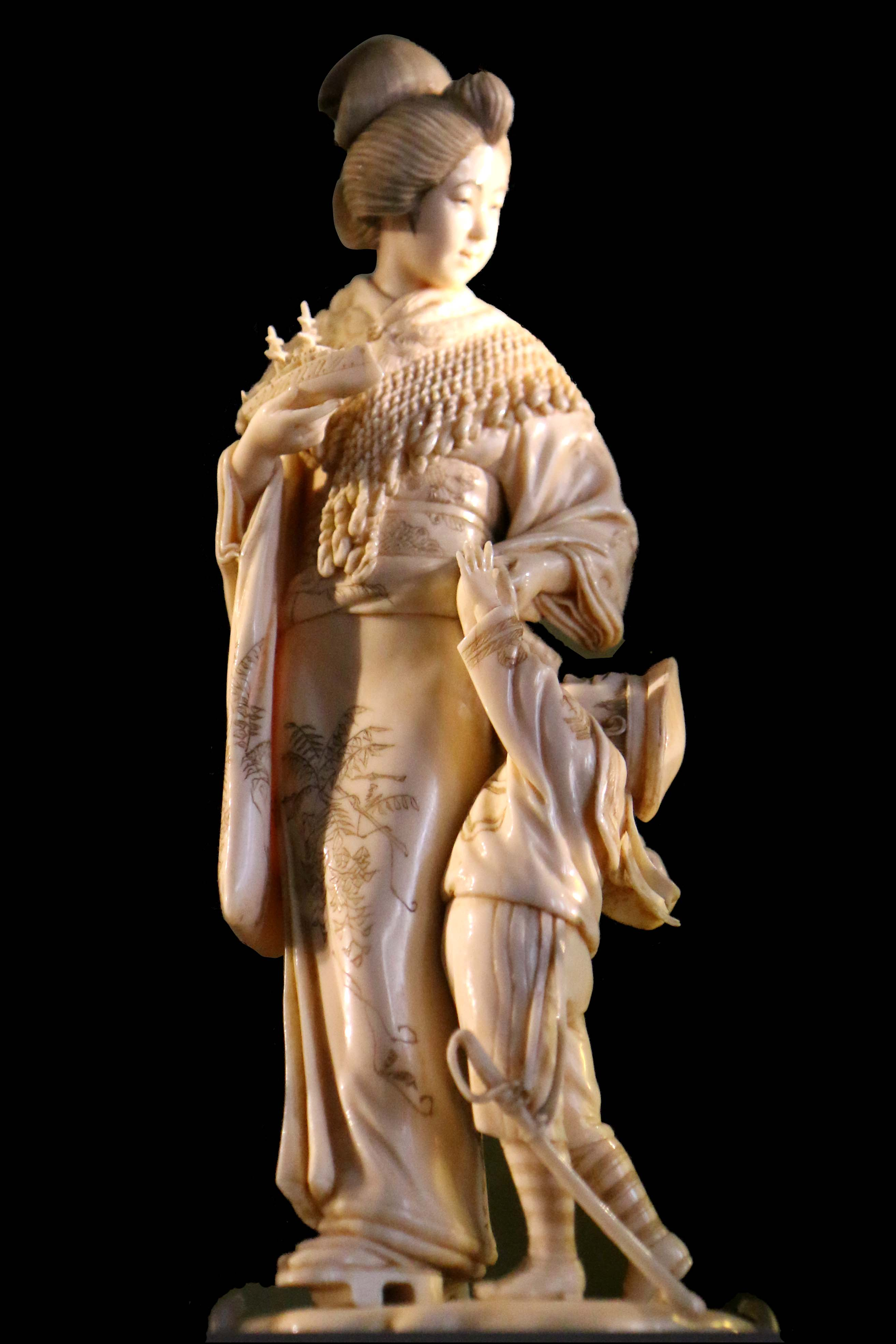
Okimono – Madame Butterfly, postać z opery Giacoma Pucciniego, Muzeum sztuki dekoracyjnej, ceramiki i mody w Château Borély w Marsylii

W drugiej połowie XIX wieku w Japonii te wyroby artystyczne zastąpiły netsuke, noszone do stroju kimono. Upowszechniał się strój europejski i artyści wykonujący te miniaturowe breloki zaczęli tworzyć okimono. Również w Europie wielu kolekcjonerów zainteresowanych było kupnem takich figurek.
Figurki, nieco większe od netsuke, wykonywane były głównie z kości słoniowej. Charakteryzują się różnorodnością tematyczną i wysokim poziomem wykonania. Tak jak w netsuke przedstawiają one różne postacie z dalekowschodniej mitologii, wojowników, gejsze, różne zwierzęta.  
Artyści stosowali naturalistyczne podejście do tematu, dbali o detale i dekoracyjność przedmiotów.
Pod koniec XIX wieku zaczęto także wykonywać okimono z metalu. W 1876 roku zakazano w Japonii noszenia broni białej. Artyści specjalizujący się dotąd w wykonywaniu ozdobnych opraw mieczy zajęli się produkcją figurek okimono. Stosowali oni całą paletę technik zdobniczych metalu jak: cyzelowanie, ażurowanie, rytowanie, zdobienie emalią. Stosowali różne metale i stopy metali w jednym wyrobie, najczęściej jednak wykonywali figurki z brązu. 
W Japonii powstawały też metalowe, wykonane najczęściej z żelaza, przegubowe rzeźby smoków, homarów, krewetek i innych zwierząt, także szkielety ludzi nazywane jizai-okimono. Kręgosłup takich rzeźb był zbudowany z oddzielnych płyt, które umożliwiały zginanie ciała zwierząt. Czasem ruchome były też kończyny, język, pazury.

## Galeria

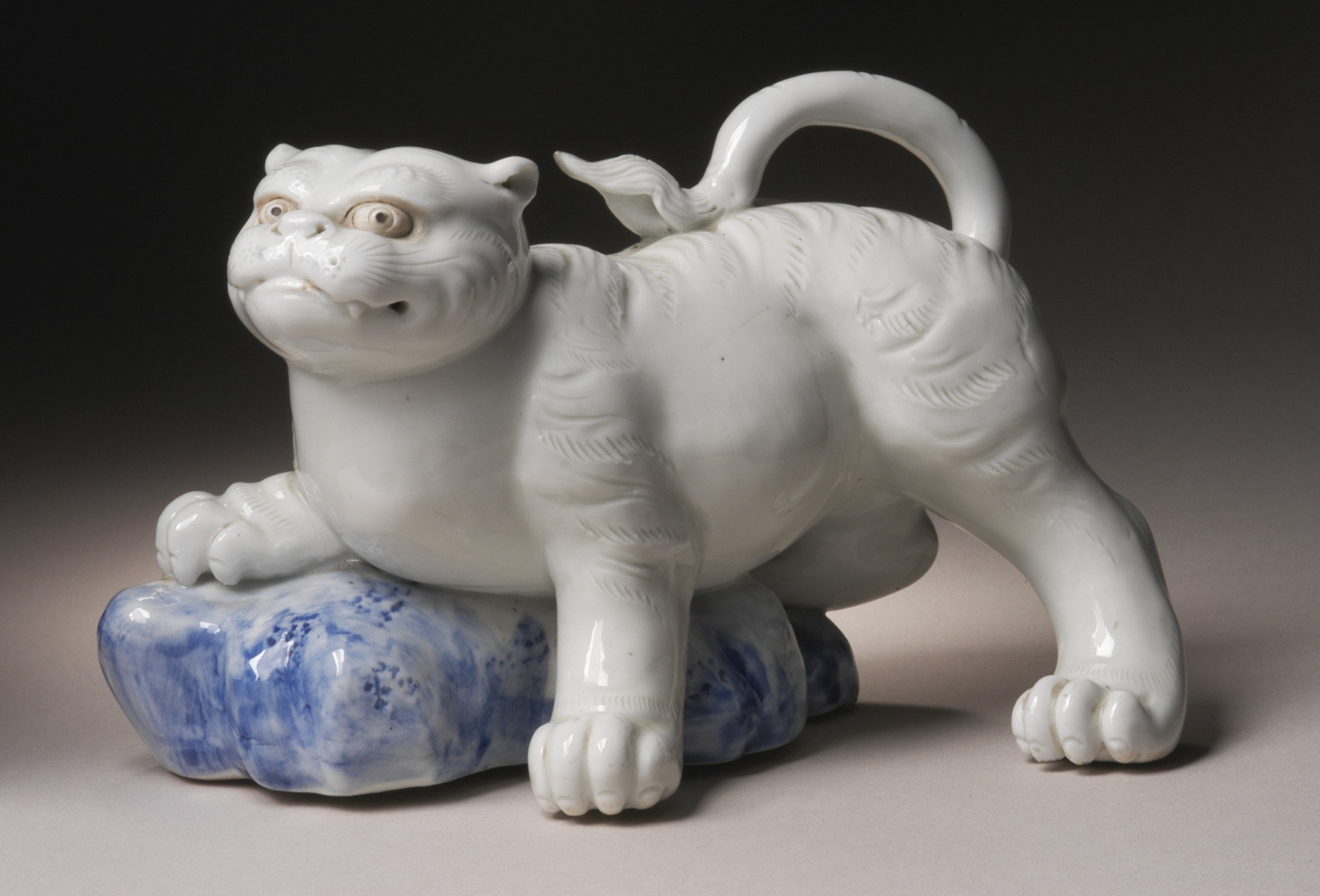
Tygrys wspinający się na skałę
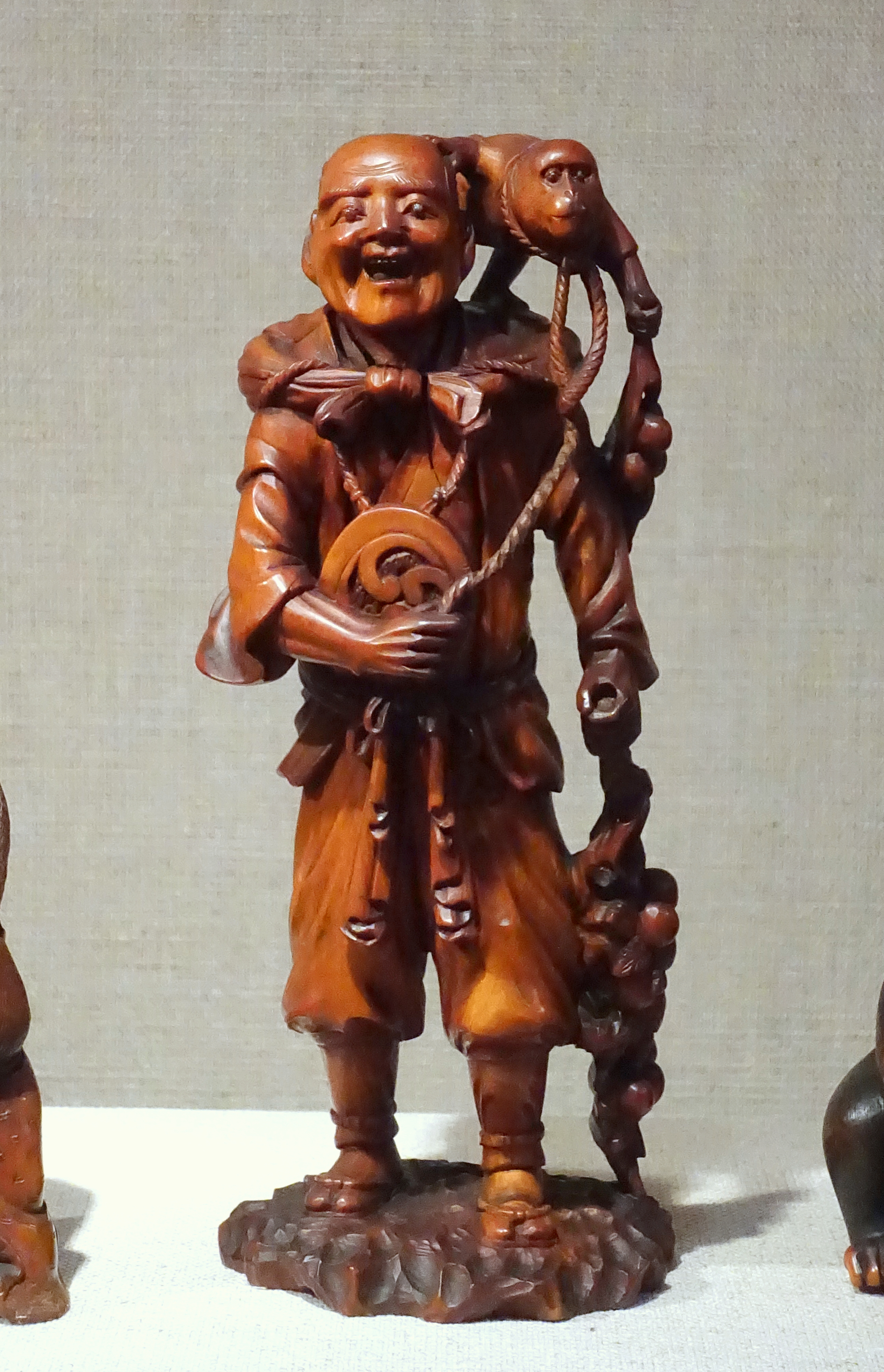
Saru-mawashi (showman występujący z małpką)
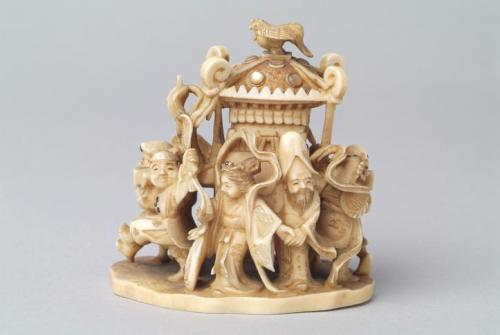
Siedmioro bogów szczęścia tańczących wokół chramu
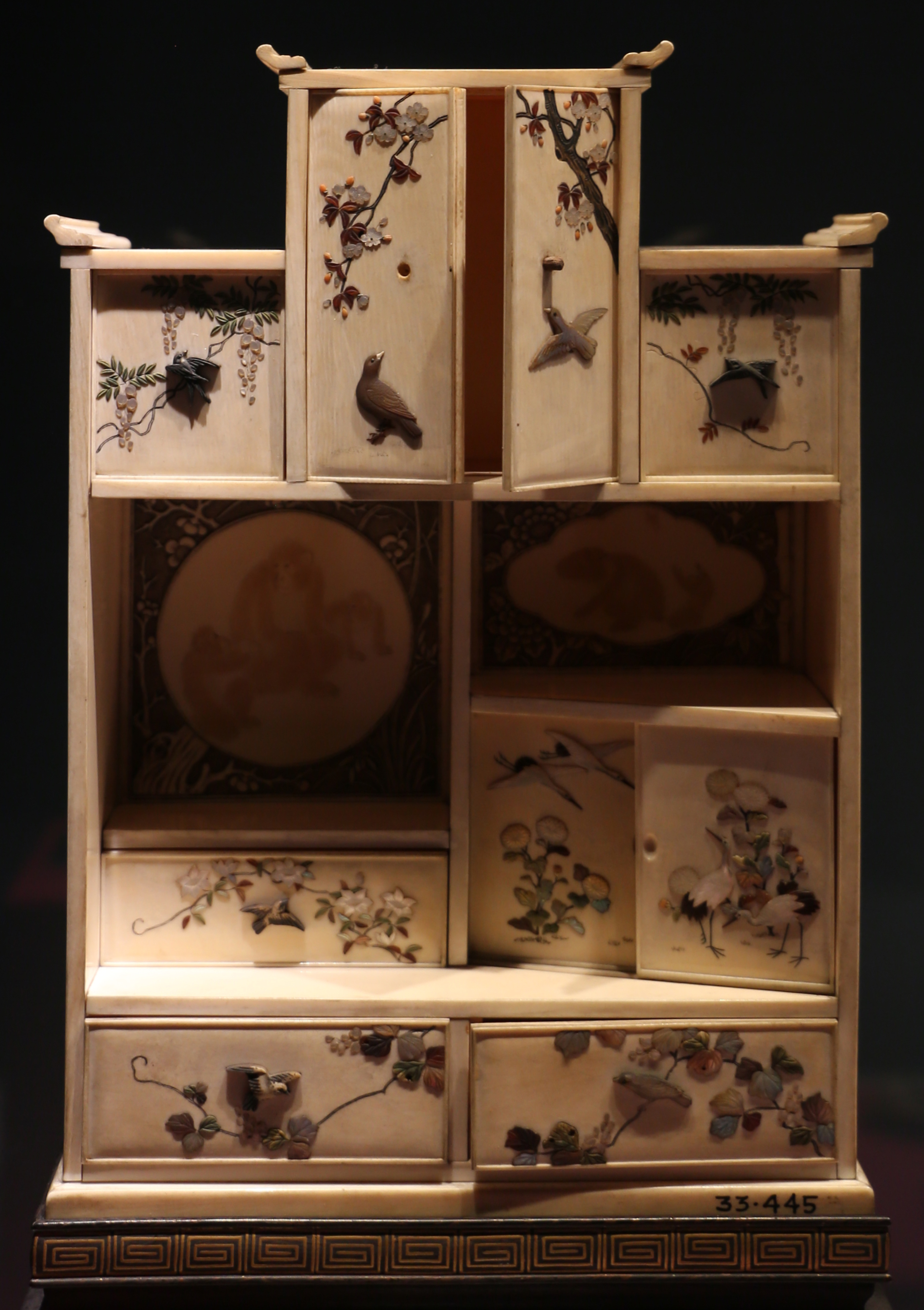
Gablotka
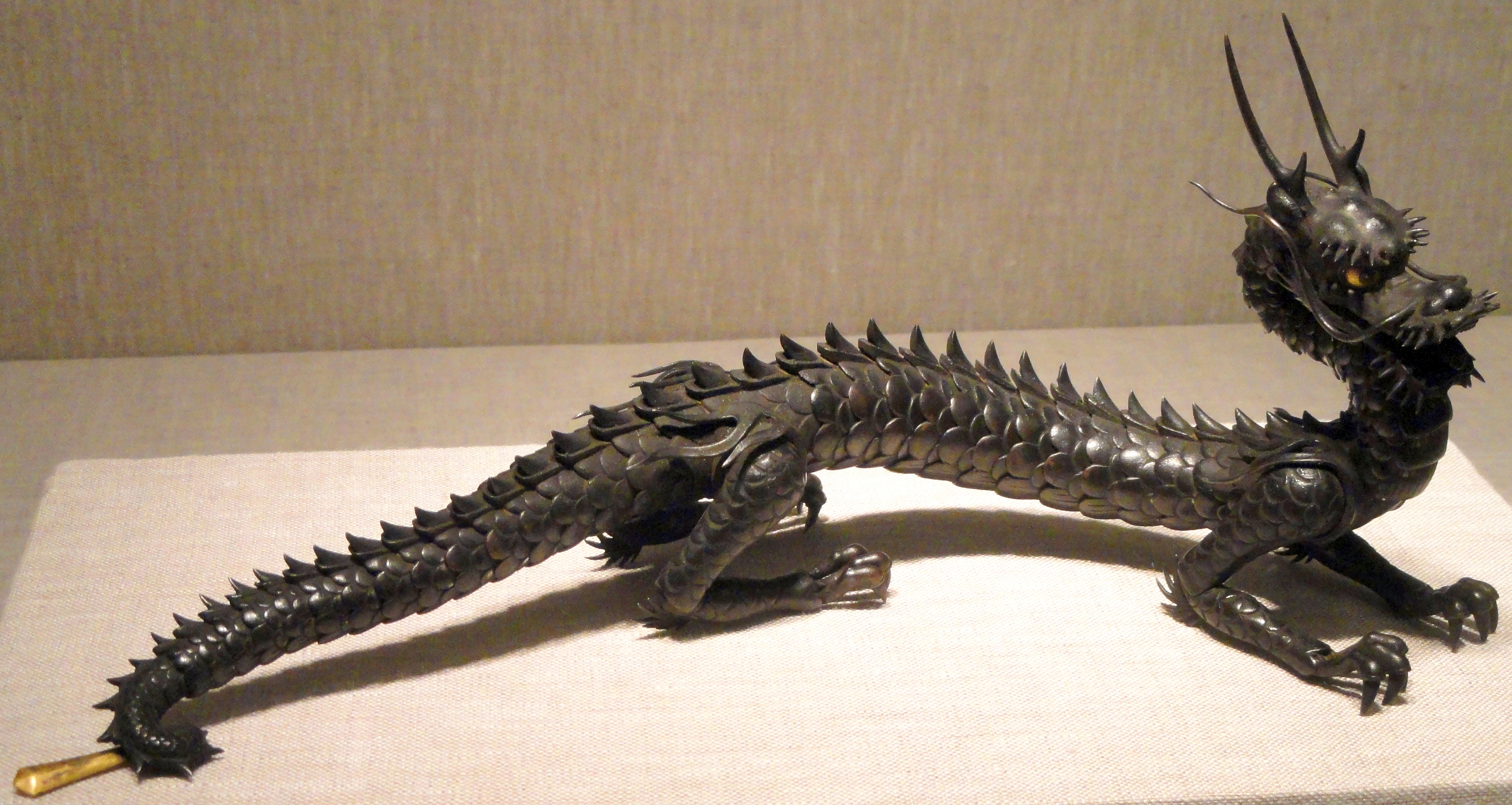
Smok (jizai-okimono)